# 에일리
에일리(Ailee, 본명: Amy Lee, 이예진, 1989년 5월 30일~)는 대한민국과 미국의 가수이다.

## 생애
1989년 미국에서 1남 1녀 중 첫째로 태어났으며 당시 아버지가 대한민국 국적이었기 때문에, 당시 한국 부계주의 국적법과 2010년 5월 4일에 개정된 대한민국 국적법에 의해 허용받은 미국과 대한민국의 이중국적이다. 참고로 미국도 이중국적을 허용하는 국가이다. 어렸을 적부터 가수가 꿈이었다. 2008년 《머레이쇼》에 참가하고 UCC 동영상으로 주목을 받던 중 YMC엔터테인먼트에 캐스팅 되었다.
2012년 1월 《드림하이 2》에 출연하면서 대한민국 연예계에 데뷔했다. 같은 해 2월 데뷔 싱글 〈Heaven〉을 발매해 가온 디지털 차트 3위를 비롯해 상위권에서는 오랫동안 머물면서 주목을 받았다. 2012년 10월에는 첫 EP 음반 《Invitation》을 발매해 타이틀곡 《보여줄게》로 인기를 이어나갔다. 그 해 Mnet 아시안 뮤직 어워드, 골든 디스크, 멜론 뮤직 어워드 등 각종 시상식의 신인상을 받았다. 2013년 7월 12일 두 번째 EP 음반 《A's Doll House》를 발매해 타이틀곡 〈U&I〉로 활동했다. 2014년 9월 25일에는 세 번째 음반 《Magazine》을 발매해 타이틀곡 《손대지마》로 활동했다. 그 해 Mnet 아시안 뮤직 어워드, SBS 가요대전 등 각종 시상식에서 상을 받았다. 2015년 10월에는 첫 정규앨범 《VIVID》를 발매해 타이틀 곡 《너나 잘해》로 활동했다. 그 해 Mnet 아시안 뮤직 어워드, 서울가요대상 등 각종 시상식에서 상을 거머쥐었다.

## 어린 시절
에일리는 재미교포 2세 출신으로 1989년 미국 콜로라도주 덴버에서 태어나 대한민국 서울특별시 강남구 논현동에서 잠시 생활했다.뮤지컬 배우 출신 부모 사이에서 태어난 에일리는 과거에 서울 친척집에 거주하며 서울학동초등학교를 1년 동안 재학한 경험이 있으며 미국에서 대부분 성장했다. 어렸을 적 가수가 꿈이었고 한국계 미국인이지만 핑클, S.E.S 등 한국 가수의 노래를 찾아 들었다. 또 어렸을 적 데스티니 차일드의 비욘세를 동경했다고 한다. 15살때는 친구들과 회사를 차려 공연을 하고, 노래를 작곡하는 등 언더그라운드에서 가수 활동을 시작했다. 또한 중학교 때 음악 경연 대회 "콜라보레이션"에서 보컬 부분과 미국 뉴저지주 합창단 대회에서 올해의 솔로부문 상을 받았다. 인터뷰에서 자신은 한국의 케이팝과 미국의 pop을 동시에 들으면서 성장한 사람이기 때문에 평생 자신의 음악은 그 두가지를 섞은 음악이 나올 것이라고 말했다.

## 경력

### 2008년~2011년
에일리는 2008년 NBC의 《머레이쇼》 경연 코너에서 리한나의 〈unfaithful〉를 불러 2위를 했다. 비슷한 시기 유튜브에 머라이어 캐리의 〈Hero〉를 포함한 자신의 노래하는 동영상을 올려 평균 조회수 30만 건 이상, 더하면 1,000만 건에 이르는 조회수로 "1천 만 클릭 소녀"로 불렸다. 유튜브에 올린 동영상으로 미국 기획사를 포함한 여러 회사에서 러브콜이 들어왔으나, 한국 사람이니까 한국에서 음악을 시작하는 게 맞다고 생각하면서 페이스 대학을 휴학하고 2010년 혼자 한국에 왔다. 당시 러브콜을 했던 회사 중 하나가 YMC엔터테인먼트였고, 오디션에서 빅마마의 〈체념〉을 불러 캐스팅되었다.
에일리는 휘성이 2011년 11월 7일에 입대하기 전까지 노래에 대한 가르침을 받았는데, 휘성은 "놔 두면 본인이 다 알아서 한다. 노래를 가르칠 필요가 없더라. 천재인 것 같다"고 말했다. 2011년 9월 13일 에일리는 추석특집으로 방영된 MBC 《가수와 연습생》에 출연해 휘성과 함께 〈My Boo〉를, 이후 비욘세의 〈Halo〉, 인순이의 〈밤이면 밤마다〉를 불러 1위를 해 심사위원들로부터 칭찬을 받았고, 관심을 모으기 시작했다.

### 2012년~ 현재
에일리는 가수로 본격적인 데뷔를 하기 전, 2012년부터 《드림하이 2》에 출연하며 배우로 먼저 데뷔했다. 2012년 2월 9일 휘성이 프로듀서를 맡은 에일리의 디지털 싱글이자 데뷔 곡 〈Heaven〉이 발매되었다. 〈Heaven〉은 코리아 K-Pop 핫 100에서 최고 3위, 가온 디지털 차트 3위에 올랐고 오랫동안 10위권에 머물렀다. 《이즘》에서는 "괄목할 만한 신인 가수의 등장이다. 여타의 가요 프로그램에서 선보인 라이브 퍼포먼스의 훌륭한 무대매너와 스타성은 그녀를 더욱 빛나게 해 준다"며 긍정적인 평가를 했다. 2012년 4월부터는 KBS 《불후의 명곡 전설을 노래하다》에 출연했다.
2012년 10월 16일에는 첫 번째 미니 앨범 《Invitation》을 발매했다. 타이틀곡 〈보여줄게〉는 꾸준한 음원 판매를 하면서 《뮤직뱅크》에서 10주 연속 1위를 하고 있던 싸이의 〈강남스타일〉을 이기고 지상파 첫 1위 자리에 올랐다. "보여줄게" 활동 후 12월부터 후속곡 "저녁 하늘"로도 활동했다. 에일리는 2012년과 2013년 많은 시상식에서 신인상을 받았는데, 2012년 11월 29일에 열린 2012 M net 아시안 뮤직 어워드에서 B.o.B와 함께 공연을 펼쳤고, 2007년 윤하 이후 솔로 가수로는 6년만에 신인여자가수상을 수상했다. 또한 제19회 대한민국연예예술상, 제4회 멜론 뮤직 어워드, 제22회 하이원 서울가요대상, 제2회 가온 차트 K-POP 어워드에서 신인상, 제27회 골든 디스크에서 음원부문 신인상을 받았다.
2013년 1월 14일에는 배치기의 네 번째 정규 앨범 《4집 Part 2》의 타이틀 곡 〈눈물샤워〉에 피처링으로 참여했다. 배치기는 이 노래를 통해 처음으로 음악방송 1위를 했다. 2013년 2월 10일에는 미국 로스앤젤레스 스테이플스 센터에서 열리는 제55회 그래미상 시상식에 VIP로 초청받아 참석했고, Mnet 아메리카에서 주최하는 프리 그래미 파티에 참석해 라이브 공연과 엠넷 아메리카 라이징 스타에 선정되었다. 4월 29일에는 긱스의 첫 정규 앨범 《Backpack》의 타이틀곡 〈Wash Away〉에 피처링으로 참여해 가온 디지털 종합 차트 9위까지 올라갔다.
2013년 7월 12일에는 두 번째 미니 음반 《A's Doll House》를 발매했다. 앨범의 타이틀 곡 〈U&I〉로 2013년 7월 26일/8월 2일 KBS2 《뮤직뱅크》에서 2주연속 1위를 했다.
에일리는 워너 뮤직 재팬을 통해 2013년 11월 6일 일본 데뷔 싱글 〈Heaven〉을 발매했고, 뮤직 비디오도 찍었다. 앨범에는 새롭게 작곡된 〈Starlight〉란 일본어 곡도 들어가 있다.
2014년 1월 6일에는 싱글 〈노래가 늘었어〉를 발매해 활동했다. 2014년 6월 25일부터 7월 23일까지는 SBS 예능 프로그램 《도시의 법칙》에서 출연진들을 도와주는 헬퍼로 출연했다. 9월 25일에는 세 번째 미니 앨범 《Magazine》을 발매 해, 타이틀곡 〈손대지마〉로 활동했다.
2015년 3월, M net 《언프리티 랩스타》에서 치타와 함께 '아무도 모르게'라는 곡을 발표했다. 2015년 7월 4일에는 데뷔 첫 단독콘서드를 올림픽공원 올림픽홀에서 개최했고, 2015년 8월 8일 대구 엑스코(EXCO)에서 한 차례 더 단독콘서트를 가졌다. 2015년 9월 23일 엠아이인터랙티브(MI Interactive)에서 만든 지지보이스라는 어플의 대표 모델이 되었다는 소식이 있다.
2016년 8월 23일에는 디지털 싱글인 〈If you〉를 발매하였다. 2016년 10월 4일에는 네 번째 미니앨범인 〈A New Empire〉을 발매해 타이틀 곡 〈Home (Feat.윤미래)〉로 활동했다. 또한 2016년 《슈퍼스타 K 2016》에서 심사위원으로 활약했다.
2017년 1월 7일에는 쓸쓸하고 찬란하神 - 도깨비 OST〈첫눈처럼 너에게 가겠다〉를 발표하였다. 발표한지 하루만에 주요 음악 차트 1위를 달성해 많은 사람들의 사랑을 받았다. 2017년 2월 27일에는 디지털 싱글 〈낡은 그리움〉을 발표했다. 뒤이어 2017년 11월 17일에는 Juncoco, Advanced가 작사,작곡한 〈Atmosphere〉에 피처링하여 발표되었다.
2018년 3월 18일 평창 동계 패럴림픽 폐막식에 출연하여 대표곡 '보여줄게'와 시각 장애인 밴드 배희관 밴드와 함께 '그대에게'를 열창하였다.

## 영향
에일리는 어렸을 적 비욘세가 데스니티 차일드로 활동하던 시절부터 동경했다. 데뷔 이후에도 많은 언론을 통해 비욘세를 동경한다고 밝혀 왔다. 특히 "노래할 때 음정 하나 흐트러지지 않는 완벽한 가창력을 배우고 싶다"고 말했다. 또한 어려서부터 핑클, S.E.S를 좋아했다고 밝혔고, 언더그라운드 시절 이효리와 비욘세를 목표로 했다. 이 외에 에일리는 《불후의 명곡》 마이클 볼튼 특집편 녹화가 끝난 후 "어릴 적부터 존경하고 즐겨듣던 마이클 볼튼 앞에서 직접 노래를 부를 수 있어서 매우 영광이었다"며 존경을 표했다.

## 관계
에일리는 솔로지옥에 출연했던 최시훈과 결혼할 것을 2024년 3월에 발표했다.

## 음반 목록
정규 음반
- 2015: VIVID
- 2021: 가르치지마

- 미니 음반

- 2016: A New Empire
- 2014: Magazine
- 2013: A's Doll House
- 2012: Invitation

- 기타 음반

- 2019: Believe(배틀그라운드음반)

OST 앨범
- 2023.04.30: gone (판도라:조작된 낙원)
- 2023.01.09: I’m sorry (환혼:빛과 그림자)
- 2022.10.25: 그렜으면 좋겠네 (법대로 사랑하라)
- 2022.06.01: 신부에게 (결혼백서)
- 2021.11.10: 다시 그리는시간 (다시그리는시간)
- 2021.09.27 너의 눈물이 나의 눈을 적실 때 (홍천기)
- 2021.06.29 Breaking Down (어느 날 우리 집 현관으로 멸망이 돌아왔다)
- 2021.04.08 My Last Love (시지프스)

## 출연 작품
| 연도            | 제목                               | 역할              | 비고          |
| --------------- | ---------------------------------- | ----------------- | ------------- |
| 2012년          | 《드림하이 2》                     | 에일리            | 드라마        |
| 2012년 ~ 현재   | 《불후의 명곡 전설을 노래하다》    |                   |               |
| 2012년 ~ 2016년 | 《엠카운트다운》                   |                   |               |
| 2012년 ~ 2016년 | 《유희열의 스케치북》              |                   |               |
| 2012년 ~ 2016년 | 《인기가요》                       |                   |               |
| 2013년 ~ 2014년 | 《대단한 시집》                    |                   | 예능 프로그램 |
| 2014년          | 《에일리의 비타민》                |                   | 예능 프로그램 |
| 2014년          | 《도시의 법칙》                    |                   | 예능 프로그램 |
| 2014년, 2020년  | 《런닝맨》                         |                   | 예능 프로그램 |
| 2015년          | 《SNL 코리아 (시즌 6)》            |                   | 예능 프로그램 |
| 2015년          | 《너의 목소리가 보여》             |                   | 예능 프로그램 |
| 2016년          | 《슈퍼스타K 2016》                 | 심사위원          |               |
| 2017년          | 《원나잇 푸드트립: 먹방레이스》    |                   | 예능 프로그램 |
| 2018년          | 《더 콜》                          |                   | 예능 프로그램 |
| 2018년          | 《히든싱어 5》                     | 원조가수(최종4위) | 예능 프로그램 |
| 2019년 ~ 2020년 | 《비디오스타》                     |                   | 예능 프로그램 |
| 2021년          | 《구해줘! 홈즈》                   | 게스트            | 예능 프로그램 |
| 2021년          | 《아는형님》                       | 게스트            | 예능 프로그램 |
| 2022년          | 《꼬리에 꼬리를 무는 그날 이야기》 | 게스트            | 예능 프로그램 |
| 2022년          | 《K-909》                          | 게스트            | 예능 프로그램 |
| 2022년          | 《놀라운토요일》                   | 게스트            | 예능 프로그램 |
| 2022년          | 《전국노래자랑》                   | 하남시편          | 예능 프로그램 |
| 2023년          | 《STAGE W for Jeonnam》            | 고정              | 예능 프로그램 |
| 2023년          | 《아는형님》                       | 게스트            | 예능 프로그램 |

### 영화
- 《간이역》 (2021년) - 에이미 역